# IC 3475
IC 3475 ist eine irreguläre Galaxie vom Hubble-Typ Irr/E im Sternbild Jungfrau am Nordsternhimmel. Sie ist schätzungsweise 113 Millionen Lichtjahre von der Milchstraße entfernt.
Das Objekt wurde am 10. Mai 1904 von Royal Harwood Frost entdeckt.